# Andries Jan Jacob des Tombe
Andreas ("Andries") Jan Jacob des Tombe, ook des Tombes of Destombe (Sint-Michielsgestel, 6 september 1786 - Maastricht, 18 februari 1845), was een Nederlands militair met als hoogste rang luitenant-generaal. Hij vocht in de Napoleontische oorlogen aan Franse zijde en tijdens de Belgische Revolutie aan Nederlandse zijde, en was aan het eind van zijn leven opperbevelhebber van de troepen in Limburg te Maastricht. Des Tombe werd in 1813 ingelijfd in de Franse en in 1829 in de Nederlandse adel met het predicaat baron.

## Levensloop
Andries des Tombe was een telg uit het geslacht Des Tombe. Hij werd geboren op het kasteeltje Kleine Ruwenberg in Sint-Michielsgestel, destijds in Staats-Brabant, als vierde kind en tweede zoon van de militair Arnoldus Hendrikus des Tombe (1730-1804) en diens tweede vrouw Henriette Anna de Bons (1755-1799). Hij werd op 10 september 1786 gedoopt in de Nederduits Gereformeerde kerk van Den Dungen. Andries en twee van zijn broers kozen in navolging van hun vader voor een militaire loopbaan.
Hij trad in 1803 als zeventienjarig cadet in dienst bij het regiment Saksen-Gotha van het leger van de Bataafse Republiek en werd in hetzelfde jaar bevorderd tot luitenant. In 1806, na de inlijving van de Bataafse regimenten bij Napoleons Grande Armée, werd hij ingedeeld bij de Hollandse Brigade, onderdeel van de "Duitse" divisie onder leiding van luitenant-generaal Jean François Leval. In 1810 wordt hij vermeld als "Capitein in het Regiment Grenadiers van de Hollandsche Guarde". Onder de vlag van het Eerste Franse Keizerrijk maakte Des Tombe diverse veldtochten mee, onder andere in Spanje, waar hij een kniewond opliep. In 1812 nam hij deel aan Napoleons veldtocht naar Rusland. Naar aanleiding daarvan werd hij in 1813 verheven tot Baron de l'Empire en lid van het Franse Légion d'honneur.
Na de val van Napoleon werd hij op 1 november 1814 benoemd tot luitenant-kolonel in het Nederlandse leger. Na zijn huwelijk in 1818 met Perrette de Lange van Wijngaarden was het gezin gestationeerd in onder andere Utrecht, Vleuten, Helvoirt, Brugge en Gent. In 1829 nam koning Willem I hem op in de Nederlandse adel met het predicaat baron. In 1830, tijdens de Belgische Revolutie, wist hij de Gentse citadel aanvankelijk voor de koning te behouden. Een jaar later nam hij deel aan de Tiendaagse Veldtocht, waarna hij (in 1831?) benoemd werd tot luitenant-generaal.

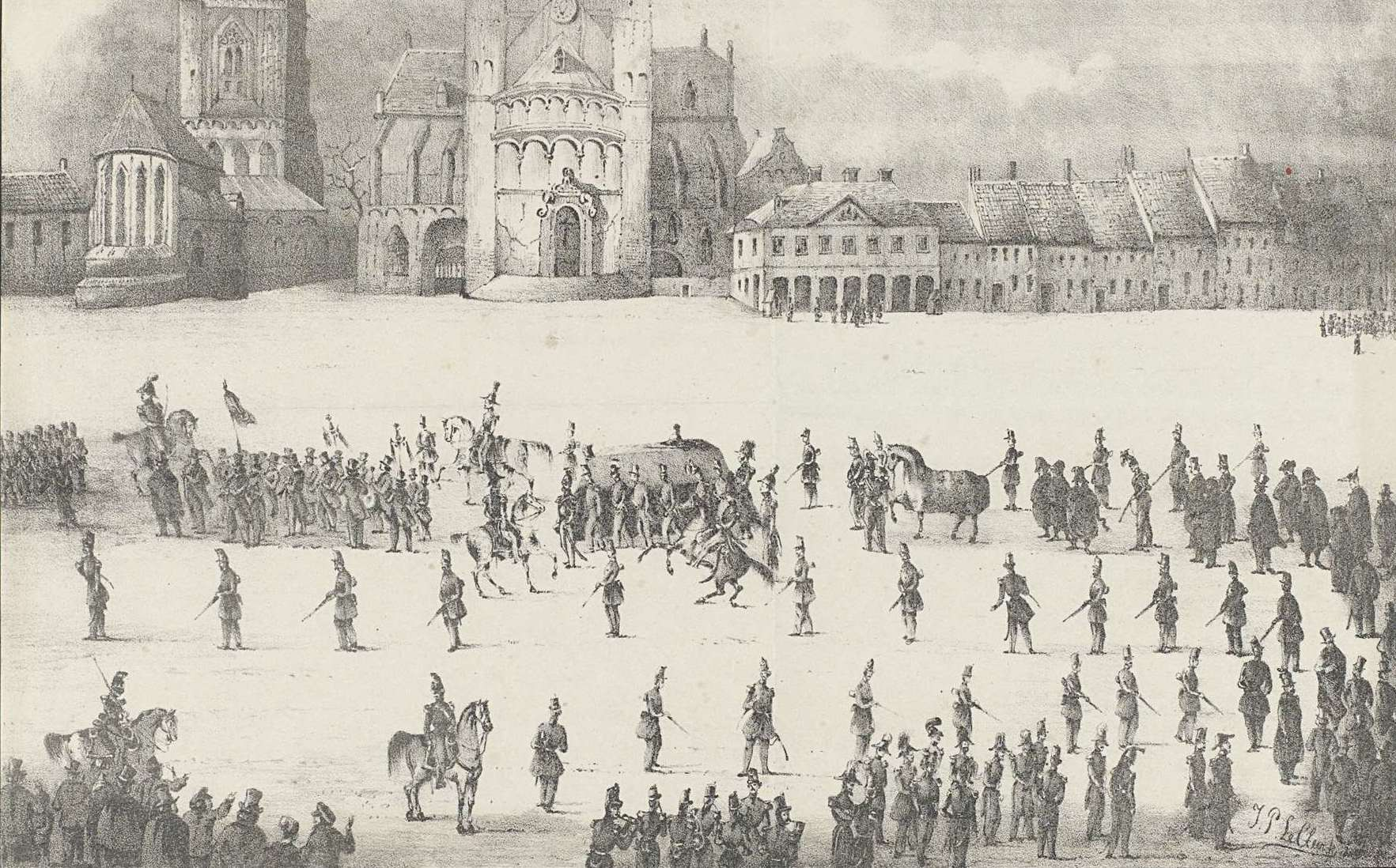
Lijkstoet baron des Tombe op het Vrijthof te Maastricht, 22 februari 1845

Koning Willem II benoemde hem in 1841 tot opperbevelhebber der troepen van de 1e divisie Infanterie in het hertogdom Limburg en van de vesting Maastricht, als opvolger van baron Dibbets (met als interim-bevelhebber tussen 1839 en 1841 baron van der Capellen). In Maastricht, waar Des Tombe bekend stond als "de stoomp", bewoonde hij het riante Generaalshuis aan het Vrijthof. Daar overleed hij vrij plotseling op 58-jarige leeftijd, naar verluidt na een jichtaanval. Zijn begrafenis op 22 februari 1845 was een indrukwekkende gebeurtenis, waarvan diverse beschrijvingen en afbeeldingen bewaard zijn gebleven. Na hem werd geen nieuwe opperbevelhebber in Limburg benoemd, slechts plaatselijke of garnizoenscommandanten.

## Huwelijk en nakomelingschap
Andreas Jan Jacob des Tombe trad op 5 november 1818 te Wassenaar in het huwelijk met Perrette Cecile de Lange van Wijngaarden (1798-1855), dochter van Cornelius Jan de Lange van Wijngaarden en Elisabeth Prins. Het echtpaar kreeg vijf dochters:
- jkvr. Henriette Cornelia des Tombe (1819-1838); ongehuwd, geen kinderen
- jkvr. Hester Catharina Henriëtte Cécile des Tombe (1821-1892); trouwde in 1844 met Willem Jan graaf van der Goltz, heer van Slangenburg (1798-1863), luitenant-kolonel;
- jkvr. Louise Elisabeth des Tombe (1822-1890); trouwde in 1844 met jhr. Karel Wendelin de Kock (1822-1886), generaal-majoor, zoon van luitenant-generaal Hendrik Merkus de Kock (1779-1845);
- jkvr. Cornelia Maria des Tombe (1824-1873); trouwde in 1848 met jhr. Guillaume Jean Gérard Klerck (1825-1884), minister;
- jkvr. Antoinette Catherine Cornélie des Tombe (1826-1897); trouwde in 1848 met Frederik Lodewijk Willem baron de Kock (1818-1881), broer van haar zwager, directeur van het Kabinet des Konings, minister van Staat.

## Nalatenschap

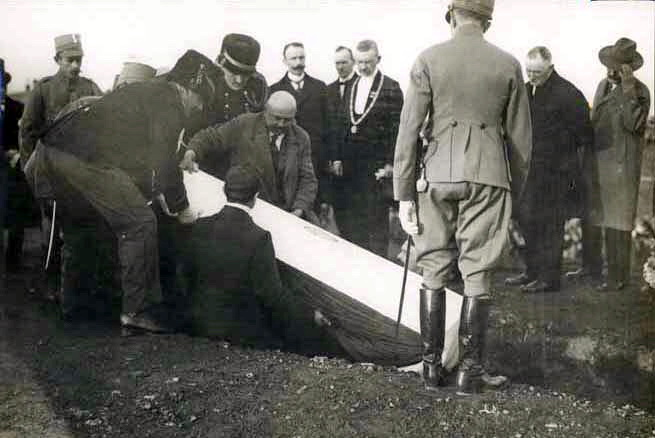
Herbegrafenis baron des Tombe, 1925

In het familiearchief Des Tombes bevinden zich een groot aantal brieven en andere stukken met betrekking tot de militaire loopbaan en privéaangelegenheden van Andries des Tombe. Daaronder ook twee dagboeken uit 1811 en 1830. Het eerste hield hij bij tijdens de Spaanse Onafhankelijkheidsoorlog, toen hij in Franse dienst was. Dit dagboek werd in 1900 in druk uitgegeven door Jacob Willem des Tombe (1861-1921). Het tweede beschrijft de gebeurtenissen tijdens de Belgische Revolutie te Gent.
Na zijn dood bekostigde de weduwe Des Tombe-de Lange van Wijngaarden een monumentale graftombe, die met toestemming van het Ministerie van Oorlog een plaats kreeg op het Sint-Antonie- of Biesenbastion aan de noordzijde van de stad langs de Maas, en dat daarna bekend werd als Bastion Destombe. Na de opheffing van de vestingstatus in 1867 werd het Bastion Destombe omstreeks 1870 deels gesloopt. In 1926 zouden ten behoeve van de uitbreiding van de papierfabriek (KNP) ter plaatse, opnieuw delen van het bastion worden afgegraven. Het grafmonument was vanwege die werkzaamheden in 1925 al verplaatst naar het Waldeckbastion aan de zuidzijde van de stad. De dieper gelegen delen van het bastion Destombe bleven onaangeroerd. Van het bastion bleef tevens de naamsteen 'Destombe' uit 1855 bewaard.
Het Waldeckpark met het in 1925 hiernaartoe verplaatste grafmonument van Des Tombe is een gemeentelijk monument. Het grafmonument heeft de vorm van een natuurstenen sarcofaag in neoclassicistische stijl. Op een van de lange zijden bevindt zich de inscriptie: "BARON DESTOMBE · LUITENANT GENERAAL · OPPERBEVELHEBBER DEZER VESTING · geb. 6 September 1787 [sic!] gest. 18 Februarij 1845". Het monument staat verhoogd opgesteld op een tweetal stenen vloerplaten op een kunstmatige heuvel aan de zuidzijde van het park en is omgeven door een smeedijzeren hekwerk en trappartijen.

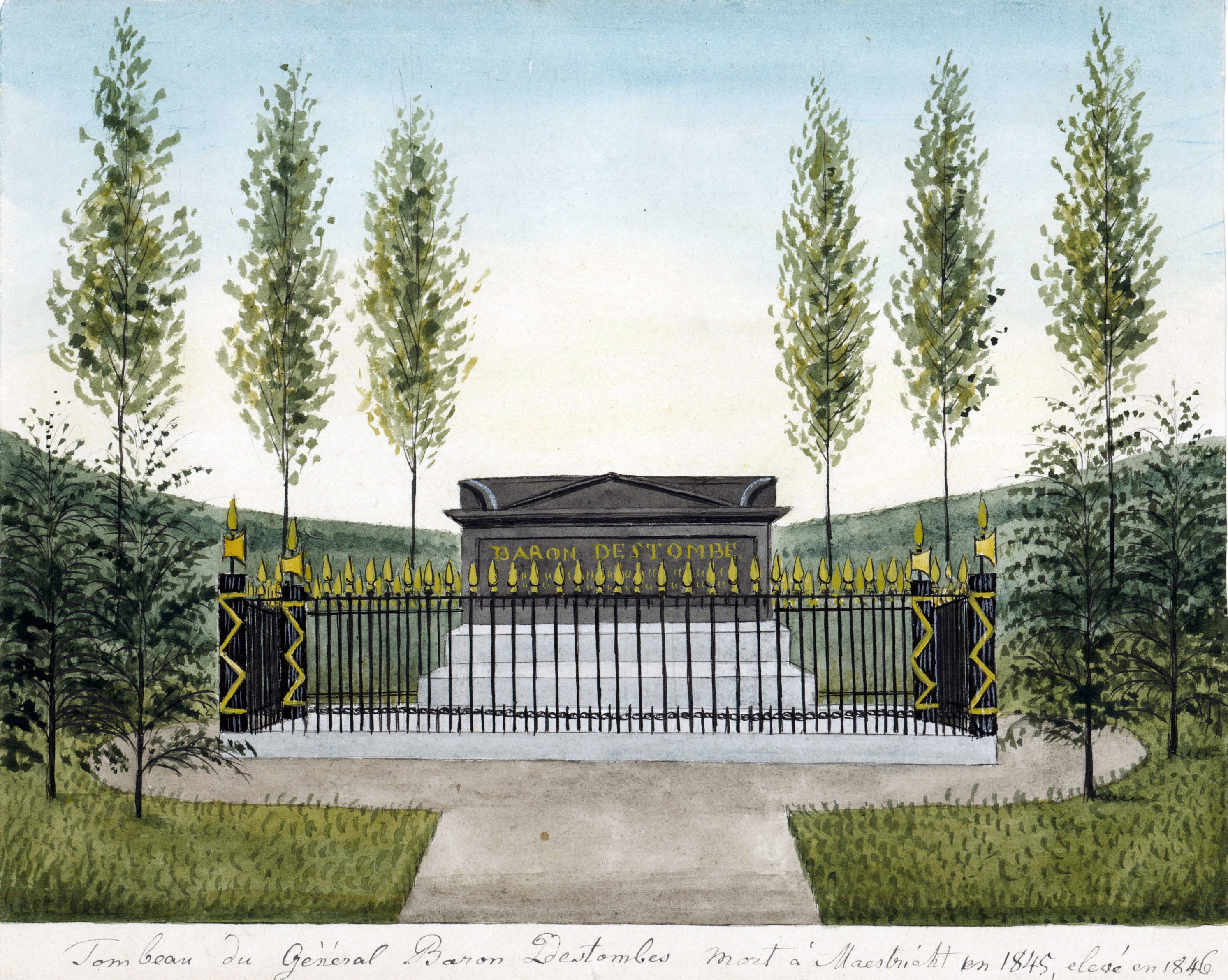
Grafmonument op het Bastion Destombe (ingekleurde pentekening Ph. van Gulpen)
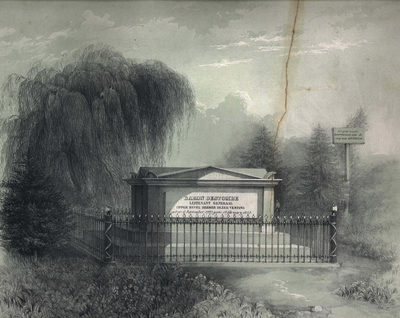
Idem (lithografie A. Schaepkens)
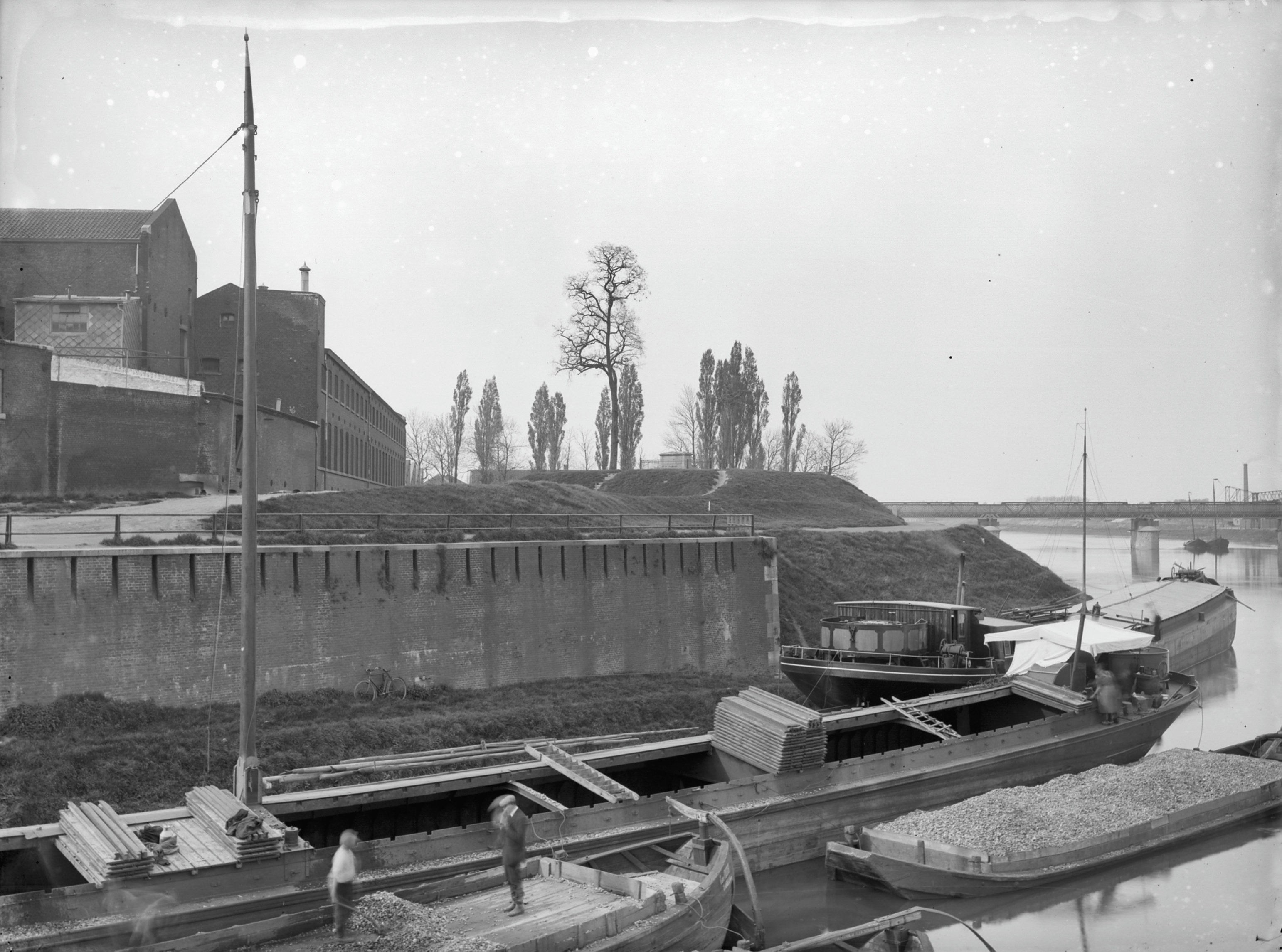
Idem (foto mei 1925)
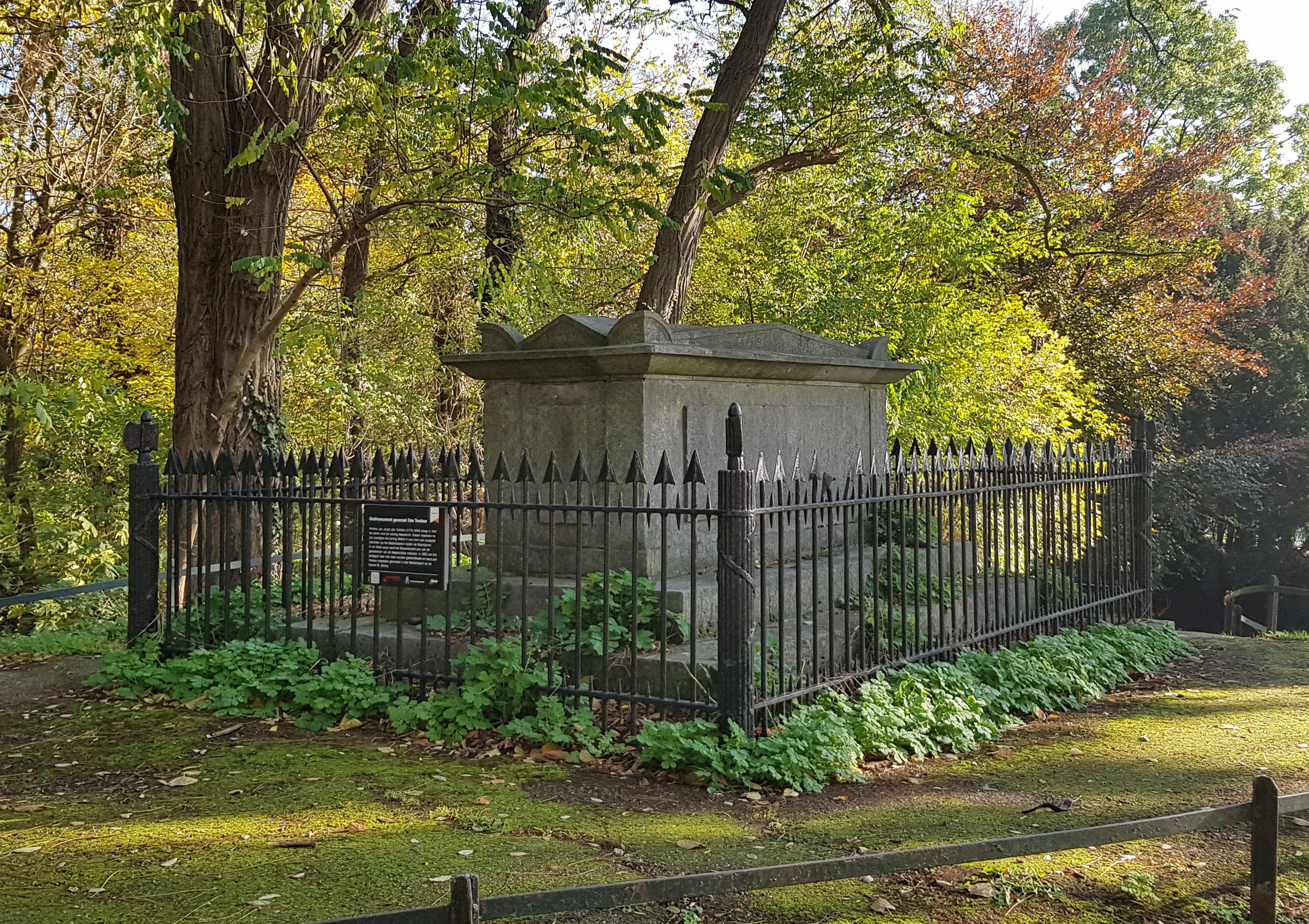
Grafmonument Des Tombe in het Waldeckpark
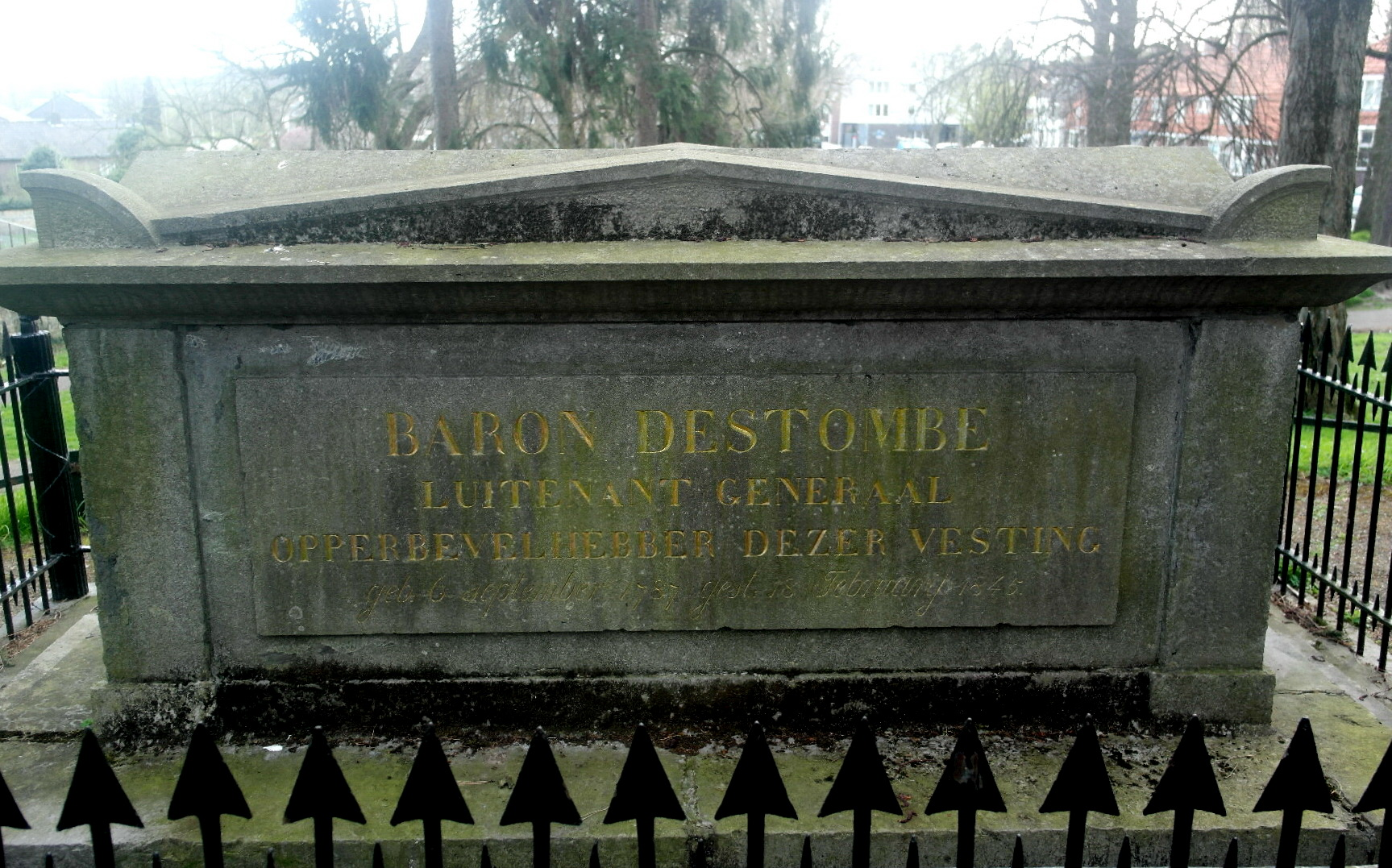
Idem, detail sarcofaag

- Biografisch Portaal: 70435516
- International Standard Name Identifier: 0000 0003 9592 2114
- Nederlandse Thesaurus van Auteursnamen: 108701778
- Virtual International Authority File: 290756668